# 호시조라 메테오
호시조라 메테오는 일본국의 에로게 시나리오라이터이다. 2005년까지는 라이아 소프트 소속이였으나, 이후 타입문으로 이적했다. 에로게 오타쿠 사이에서는 숨겨진 명작 시나리오 라이터로 평가받는다. 나스 기노코도 그의 에로게를 상대로 "명작" 이라고 극찬했다.

## 개요
2002년에 라이아 소프트에서 제작한 FOREST를 시작으로, 일부 에로게의 매니아 사이에서는 숨겨진 명작으로 평가받고 있다.

## 작품

### 라이아 소프트
- 쿠사리히메
- FOREST
- SEVEN BRIGE

## 같이 보기
- 나스 기노코
- 타입문
- 라이아 소프트